# Lucas Browne
Lucas Browne, född 14 april 1979 i Auburn, New South Wales, Australien, är en australisk professionell tungviktsboxare, före detta MMA- och kickboxare. Browne blev i mars 2016 världsmästare i tungviktsboxning för organisationen WBA innan han fråntogs titeln i maj samma år pga ett positivt drogtest.

## Boxningskarriär
Den 5 mars 2016 mötte Browne uzbeken Ruslan Tjagajev i en match om den senares världsmästarbälte (reguljära titeln) för WBA. Browne skrev historia som första australier att vinna att VM-bälte i tungviktsboxning genom att slå mästaren på TKO i den 10:e ronden. Browne hade legat illa till i matchen efter en nedslagning i rond 6 och vid avgörandet låg han under på alla domares poängkort, 81–88, 82–88 och 82–88.
Den 13 maj samma år fråntogs Browne sin titel då han testat positivt i ett drogtest.

### Webbsidor
- Browne på boxrec.com